# グッド・プレイス
『グッド・プレイス』（原題： The Good Place）は、アメリカ合衆国のファンタジー・コメディドラマ。制作はマイケル・シュア。NBCで2016年9月19日に初公開された。2019年9月から、最終シーズン4が放送された。日本ではNetflixにて配信されている。

## 概要
人間の生前の行いはポイントとして集計されており、十分な善行を積んだ人間は死後に"いい所"で楽しい生活を送ることができ、そうでない人間は"悪い所"で永遠の拷問を受ける。また人間にはソウルメイトが存在し、生前会ったことがなくても死後に引き合わされて共に暮らすことになる。事故死したエレノアは"いい所"へやってくるが、案内を受ける中で自分が同姓同名の善人と間違われたことに気がつき、正体がバレて"悪い所"へ送られることを避けるべく"いい所"に相応しい人間になろうと奔走する。

## 登場人物
エレノア・シェルストロップ
演 - クリスティン・ベル / 日本語吹替 - 世戸さおり
生前の人権活動が評価されて"いい所"に連れてこられた弁護士。しかし実際には同姓同名の別人であり、偽薬を売る仕事で業績抜群だった女性。
善人でないと自覚しており正体を隠して暮らそうとするが、"いい所"に異常現象が起こるのを目の当たりにして、善人用に設計された"いい所"に本来いるべきでない自分がいるせいだと考える。チディから倫理・道徳を学んで善人になろうとするものの、意地悪で自己中心的な性格のため周囲を引っ掻き回す。多少の良心も持ち合わせているが、保身と天秤にかける。
チディ・アナゴンエ
演 - ウィリアム・ジャクソン・ハーパー / 日本語吹替 - 勝杏里
セネガル出身の男性でエレノアのソウルメイト。生前は倫理学を教える大学教授だった。
社交辞令にさえ苦悩するほどの「嘘をついてはいけない」という信念を持つが、エレノアの素性を知る前に協力する約束をしてしまい、彼女の道徳的成長を促すことになる。
自身の持つ倫理観には頑固である一方、他のことにはとても優柔不断であり、ストレスを受けるとすぐ腹痛を起こす小心者。
タハニ・アル＝ジャミル
演 - ジャミーラ・ジャミル / 日本語吹替 - 嶋村侑
"いい所"におけるエレノアの隣人。生前は裕福な家庭で育った慈善家でモデル業もこなしていた。
陽気で周囲への気配りも欠かさない社交家だが、著名人と関わったセレブリティなエピソードや、自分の善行・美点をたびたびアピールするため、エレノアに鬱陶しがられる。
ジェイソン・メンドーサ
演 - マニー・ハシント / 日本語吹替 - 下妻由幸
タハニのソウルメイト。仏教の修行僧・ジャニュと間違われて"いい所"に連れてこられた男性で、人違いである事がバレない様にジャニュがしていた「沈黙の誓い」を利用して喋らないで生活している。
生前はダンスグループを率いるアマチュアDJとして活動する一方で、ドラッグ売買や強盗などの様々な悪事にも手を染めていたが、本人は享楽的なだけで他人への害意を持つわけではない。非常に間抜けなため人の話をろくに理解せず、いつも誤った解釈をして頓珍漢な反応をする。
ジャネット
演 - ダーシー・カーデン / 日本語吹替 - 岡田恵
宇宙の全ての知識を持つ"いい所"のガイド。普段は無の空間に待機していて、名前を呼ばれると即座に現れ、要求に応える形でサポートを行う。外見は人間だが自分が人間扱いされると必ず否定し、ロボット扱いも否定するが全機能を停止するキルスイッチが存在する。
複数ある"いい所"ごとに存在していて、"悪い所"にも素行不良なバッド・ジャネットがいる。
マイケル
演 - テッド・ダンソン / 日本語吹替 - 加藤亮夫
"いい所"の建築家。エレノアがやってきた"いい所"は彼が初めて独自設計を任された世界である。
永遠を生きる存在で人間でないため、人間らしい感情や倫理を持っていない。後にエレノアと一緒にチディの授業を受けることになるが、あまりに非人間的なことでチディを悩ませる。

## エピソード一覧

### シーズン一覧
| シーズン | シーズン | エピソード | 初回放送日    | 初回放送日    |
| シーズン | シーズン | エピソード | 初回          | 最終回        |
| -------- | -------- | ---------- | ------------- | ------------- |
|          | 1        | 13         | 2016年9月19日 | 2017年1月19日 |
|          | 2        | 13         | 2017年9月20日 | 2018年2月1日  |
|          | 3        | 13         | 2018年9月27日 | 2019年1月24日 |
|          | 4        | 14         | 2019年9月26日 | 2020年1月30日 |

### シーズン1 （2016年 - 2017年）
| 通算 | 話数 | タイトル           | 原題                           | 監督                       | 米国放送日     |
| ---- | ---- | ------------------ | ------------------------------ | -------------------------- | -------------- |
| 1    | 1    | すべてうまくいく   | Everything Is Fine             | ドリュー・ゴダード         | 2016年9月19日  |
| 2    | 2    | 空も飛べるはず     | Flying                         | マイケル・マクドナルド     | 2016年9月19日  |
| 3    | 3    | 完璧すぎる隣人     | Tahani Al-Jamil                | ベス・マッカーシー・ミラー | 2016年9月22日  |
| 4    | 4    | 秘密の仲間         | Jason Mendoza                  | ペイマン・ベンツ           | 2016年9月29日  |
| 5    | 5    | 緊急世界滅亡危機   | Category 55 Doomsday Crisis    | モーガン・サケット         | 2016年10月6日  |
| 6    | 6    | 社会契約論のすすめ | What We Owe to Each Other      | タッカー・ゲイツ           | 2016年10月13日 |
| 7    | 7    | 永遠の悲鳴         | The Eternal Shriek             | トレント・オドネル         | 2016年10月20日 |
| 8    | 8    | がんばったで賞     | Most Improved Player           | トリストラム・シャペーロ   | 2016年10月27日 |
| 9    | 9    | 私のような人間     | ...Someone Like Me as a Member | ディーン・ホーランド       | 2016年11月3日  |
| 10   | 10   | チディの選択       | Chidi's Choice                 | リンダ・メンドーザ         | 2017年1月5日   |
| 11   | 11   | 不純な動機         | What's My Motivation           | リン・シェルトン           | 2017年1月12日  |
| 12   | 12   | 逃避行             | Mindy St. Claire               | ディーン・ホーランド       | 2017年1月19日  |
| 13   | 13   | マイケルの選択     | Michael's Gambit               | マイケル・シュア           | 2017年1月19日  |

### シーズン2 （2017年 - 2018年）
Netflixでは第1話と第2話をまとめている。
| 通算 | 話数 | タイトル             | 原題                           | 監督                       | 米国放送日     |
| ---- | ---- | -------------------- | ------------------------------ | -------------------------- | -------------- |
| 14   | 1    | 2度目のはじまり      | Everything Is Great! (Part 1)  | トレント・オドネル         | 2017年9月20日  |
| 15   | 2    | 2度目のはじまり      | Everything Is Great!" (Part 2) | トレント・オドネル         | 2017年9月20日  |
| 16   | 3    | ストライキ           | Dance Dance Resolution         | ドリュー・ゴダード         | 2017年9月28日  |
| 17   | 4    | チーム・ゴキブリ     | Team Cockroach                 | モーガン・サケット         | 2017年10月5日  |
| 18   | 5    | 実存的危機           | Existential Crisis             | ベス・マッカーシー・ミラー | 2017年10月12日 |
| 19   | 6    | トロッコ問題         | The Trolley Problem            | ディーン・ホーランド       | 2017年10月19日 |
| 20   | 7    | ジャネットとマイケル | Janet and Michael              | ディーン・ホーランド       | 2017年10月26日 |
| 21   | 8    | 彼の名はデレク       | Derek                          | ジュード・オン             | 2017年11月2日  |
| 22   | 9    | 信仰への飛躍         | Leap to Faith                  | リンダ・メンドーザ         | 2018年1月4日   |
| 23   | 10   | ベストバージョン     | Best Self                      | ジュリー・アン・ロビンソン | 2018年1月11日  |
| 24   | 11   | 嘘も方便             | Rhonda, Diana, Jake, and Trent | アラン・ヤン               | 2018年1月18日  |
| 25   | 12   | 全知全能の判事       | The Burrito                    | ディーン・ホーランド       | 2018年1月25日  |
| 26   | 13   | 行くべきところ       | Somewhere Else                 | マイケル・シュア           | 2018年2月1日   |

### シーズン3 （2018年 - 2019年）
Netflixでは第1話と第2話をまとめている。
| 通算 | 話数 | タイトル                   | 原題                                | 監督                       | 米国放送日     |
| ---- | ---- | -------------------------- | ----------------------------------- | -------------------------- | -------------- |
| 27   | 1    | すべてすばらしい:パート1   | Everything Is Bonzer! (Part 1)      | ディーン・ホーランド       | 2018年9月27日  |
| 28   | 2    | すべてすばらしい:パート2   | Everything Is Bonzer! (Part 2)      | ディーン・ホーランド       | 2018年9月27日  |
| 29   | 3    | 脳ある奴ら                 | The Brainy Bunch                    | ジュード・オン             | 2018年10月4日  |
| 30   | 4    | 除雪車                     | The Snowplow                        | ベス・マッカーシー・ミラー | 2018年10月11日 |
| 31   | 5    | ジェレミー・ベリミー       | Jeremy Bearimy                      | トレント・オドネル         | 2018年10月18日 |
| 32   | 6    | ドンキー・ダグのバラード   | The Ballad of Donkey Doug           | レベッカ・アッシャー       | 2018年10月25日 |
| 33   | 7    | ポンコツ遺伝子             | A Fractured Inheritance             | ベス・マッカーシー・ミラー | 2018年11月1日  |
| 34   | 8    | 最悪な自由意志の使い方     | The Worst Possible Use of Free Will | クレア・スキャンロン       | 2018年11月8日  |
| 35   | 9    | いい人生を見逃すな         | Don't Let the Good Life Pass You By | ディーン・ホーランド       | 2018年11月15日 |
| 36   | 10   | ジャネット（たち）         | Janet(s)                            | モーガン・サケット         | 2018年12月6日  |
| 37   | 11   | ダグの書                   | The Book of Dougs                   | ケン・ウィッテンガム       | 2019年1月10日  |
| 38   | 12   | チディ、タイムナイフを見る | Chidi Sees the Time-Knife           | ジュード・オン             | 2019年1月17日  |
| 39   | 13   | 悪魔の巣窟                 | Pandemonium                         | マイケル・シュア           | 2019年1月24日  |

### シーズン4 （2019年 - 2020年）
Netflixでは第13話と第14話をまとめている。
| 通算 | 話数 | タイトル                               | 原題                            | 監督                             | 米国放送日     |
| ---- | ---- | -------------------------------------- | ------------------------------- | -------------------------------- | -------------- |
| 40   | 1    | アリゾナの女 パート1                   | A Girl from Arizona (Part 1)    | ドリュー・ゴダード               | 2019年9月26日  |
| 41   | 2    | アリゾナの女 パート2                   | A Girl from Arizona (Part 2)    | ドリュー・ゴダード               | 2019年10月3日  |
| 42   | 3    | チラックス                             | Chillaxing                      | アニヤ・アダムス                 | 2019年10月10日 |
| 43   | 4    | ティンカー、テイラー、デーモン、スパイ | Tinker, Tailor, Demon, Spy      | モーガン・サケット               | 2019年10月17日 |
| 44   | 5    | ベリミーの従業員                       | Employee of the Bearimy         | ベス・マッカーシー・ミラー       | 2019年10月24日 |
| 45   | 6    | チップ・ドライバー・ミステリー         | A Chip Driver Mystery           | スティーヴ・デイ                 | 2019年10月31日 |
| 46   | 7    | 助けは他人                             | Help Is Other People            | ベス・マッカーシー・ミラー       | 2019年11月7日  |
| 47   | 8    | 究極の葬式                             | The Funeral to End All Funerals | クリスティン・ベル               | 2019年11月14日 |
| 48   | 9    | 答え                                   | The Answer                      | ヴァレリア・ミリャッシ・コリンズ | 2019年11月21日 |
| 49   | 10   | お前、変わったな                       | You've Changed, Man             | レベッカ・アッシャー             | 2020年1月9日   |
| 50   | 11   | 月曜日って、こうなるよね？             | Mondays, Am I Right?            | レベッカ・アッシャー             | 2020年1月16日  |
| 51   | 12   | パティ                                 | Patty                           | モーガン・サケット               | 2020年1月23日  |
| 52   | 13   | いつでもどうぞ:パート1                 | Whenever You're Ready (Part 1)  | マイケル・シュア                 | 2020年1月30日  |
| 53   | 14   | いつでもどうぞ:パート2                 | Whenever You're Ready (Part 2)  | マイケル・シュア                 | 2020年1月30日  |